# Zobue
Zobue ist ein Ort im Nordwesten Mosambiks.

## Geographie
Zobue liegt im Distrikt Moatize (Provinz Tete) an der Grenze zu Malawi. Es liegt 1200 m hoch. Gegenüber der Zollstation von Zobue liegt die malawische Distriktshauptstadt Mwanza.

## Bevölkerung
In Zobue hat etwa 3.000 Einwohner. Im Umland leben insgesamt 20.000 Menschen.
Verletzungen durch ungeräumte Minen sind häufig.

## Wirtschaft und Infrastruktur
Die durchgehend asphaltierte Straße, die Zobue und Mwanza verbindet, führt nach Norden in das malawische Blantyre und nach Süden nach Tete und Simbabwes Hauptstadt Harare.
In der portugiesischen Kolonialzeit wurde in der Umgebung großflächig Baumwolle angebaut, wodurch der Wildtierbestand zurückging. Heute wird um Zobue fast nur noch in Mais für den Eigenbedarf angebaut.
Als Haustiere werden vor allem Ziegen gehalten, selten ein Rind, ein Schwein oder Hühner. Neben dem Markt entlang der Straße, der Waren für den legalen und illegalen Export nach Malawi und Simbabwe anbietet, ist hier Prostitution weit verbreitet.